# Gösta Lindquist (läkare)
Sven Gösta Folke Lindquist, född den 30 april 1908 i Lidköping, död den 21 november 1973 i Gävle, var en svensk läkare.
Lindquist  avlade medicine licentiatexamen i Uppsala 1934. Han promoverades till medicine doktor 1946 och var docent i kirurgi vid Uppsala universitet 1947. Lindquist innehade olika läkarförordnanden 1935–1949 och var förste underläkare vid kirurgiska avdelningen vid Helsingborgs lasarett 1949–1956, därjämte biträdande lasarettsläkare där 1951–1956. Han var överläkare vid kirurgiska kliniken på Gävle lasarett från 1956. Lindquist publicerade skrifter i kirurgi och röntgenologi. Han blev riddare av Nordstjärneorden 1968.